# James Francis Byrnes
James Francis Byrnes (ur. 2 maja 1882 w Charleston, zm. 9 kwietnia 1972 w Columbia (Karolina Południowa)) – amerykański polityk, członek Partii Demokratycznej, gubernator Karoliny Południowej, sekretarz stanu.
6 września 1946 r. na konferencji w Stuttgarcie wygłosił przemówienie, w którym określił politykę Stanów Zjednoczonych względem Niemiec i państw europejskich. Wobec sowietyzacji terenów wschodnich Niemiec (m.in. 21 kwietnia 1946 r. nastąpiła przymusowa fuzja partii lewicowych – SPD z KPD, powstała Socjalistyczna Partia Jedności Niemiec – SED) i obawy o rozprzestrzenianie się komunizmu na terenach okupowanych przez aliantów zachodnich zapowiedział długoterminowe utrzymanie wojsk amerykańskich w Europie. Granice na Odrze i Nysie uznał za tymczasowe. Uznanie nowych granic uzależniał od demokratycznych wyborów w Polsce. Był zwolennikiem jak najszybszego zniesienia podziału kraju na strefy okupacyjne, integracji wszystkich ziem, opowiadał się za powołaniem demokratycznego rządu, odbudowy gospodarki i włączenia Niemiec do struktur europejskich. Za punkt wyjścia uznał prowadzenie jednolitej polityki finansowej i unii monetarnej wszystkich terenów.
Na forum europejskim zgłosił projekt połączenia wszystkich stref okupacyjnych ze strefą amerykańską. Koncepcja odrzucona została przez Moskwę i stała się przyczyną późniejszego podziału kraju na dwa państwa niemieckie (7 września 1949 r. RFN i 7 października NRD).
W okresie zimnej wojny był jednym z najbardziej wpływowych polityków amerykańskich. Człowiek Roku 1946 według magazynu Time.